# Chlorota chiriquina
Chlorota chiriquina är en skalbaggsart som beskrevs av Ohaus 1912. Chlorota chiriquina ingår i släktet Chlorota och familjen Rutelidae. Inga underarter finns listade i Catalogue of Life.